# Свирж (Львовская область)

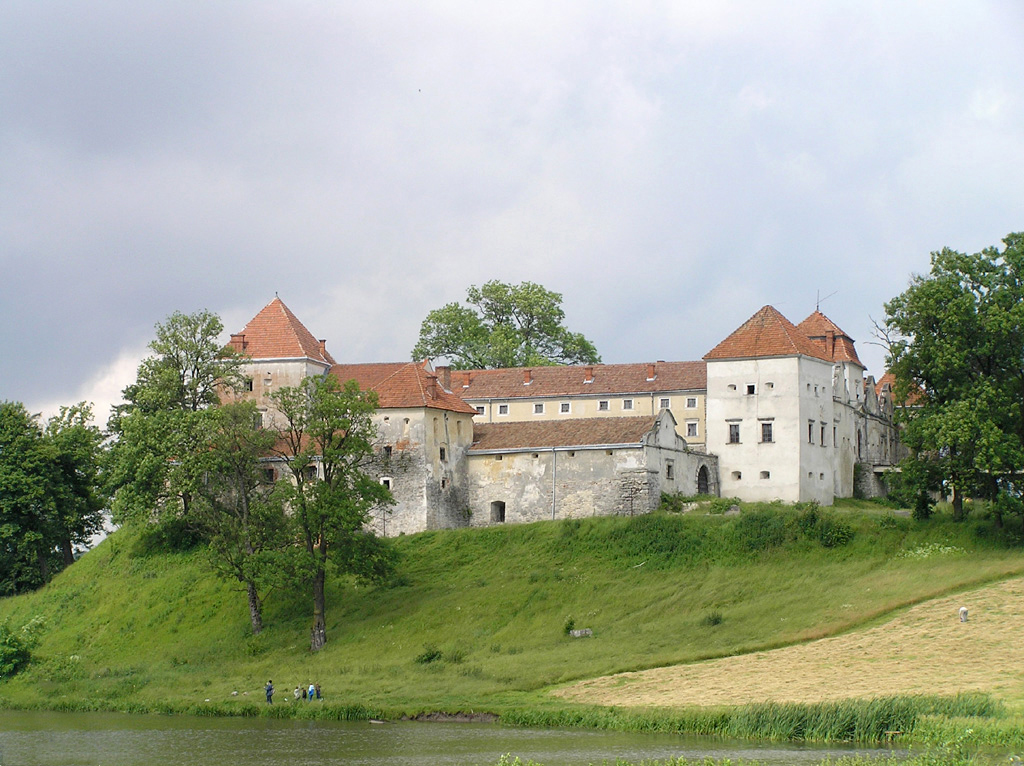
Свиржский замок

Свирж (укр. Свірж) — село в Бобрской городской общине Львовского района Львовской области Украины, на реке Свирж (приток Днестра).
Население по переписи 2001 года составляло 795 человек. Занимает площадь 2.820 км². Почтовый индекс — 81225. Телефонный код — 3263.
В селе расположен Свиржский замок.